# Liste der Bodendenkmale in Laußnitz
In der Liste der Bodendenkmale in Laußnitz sind die Bodendenkmale der Gemeinde Laußnitz und ihrer Ortsteile nach dem Stand der Auflistung von Harald Quietzsch und Heinz Jacob aus dem Jahr 1982 aufgelistet. Eventuelle Änderungen und Ergänzungen, insbesondere aus der Zeit nach der Wende, sind nicht berücksichtigt, da für Sachsen aktuell keine neueren allgemein zugänglichen Bodendenkmallisten vorliegen. Die Baudenkmale sind in der Liste der Kulturdenkmale in Laußnitz aufgeführt.
| Denkmal-ID | Fundart             | Ortsteil    | Bezeichnung               | Zeitstellung    | Lage | Bemerkungen | Bild |
| ---------- | ------------------- | ----------- | ------------------------- | --------------- | --- | --- | ---- |
| ?          | Befestigung > Burg  | Glauschnitz | Wasserburg                | Mittelalter     | südwestlicher Gutsbereich                                                                                           | durch Schloss überbaut (Schloss abgerissen), Abgrenzung zu einem nicht erhaltenen Graben durch Böschungsmauern angezeigt, Schutz seit 21. November 1935, erneuert 10. November 1955 |      |
| ?          | besonderer Stein    | Höckendorf  | Steinkreuz                | Spätmittelalter | südlich des Orts im Wald, abseits der Wege, 120 m östlich der Straße nach Lomnitz                                   | Schutz seit 12. Oktober 1971 |      |
| ?          | besonderer Stein    | Höckendorf  | Steinkreuz                | Spätmittelalter | südsüdöstlich des Orts, östlich des Walds, auf der Flurgrenze mit Großnaundorf                                      | Initiale und Jahreszahl später eingeritzt, Schutz seit 27. Oktober 1971 |      |
| ?          | Befestigung > Burg  | Laußnitz    | Wasserburg                | Mittelalter     | südwestlicher Ortsrand, südlicher Bereich des Kammerguts, in der Aue                                                | überbaut, Graben verebnet, ehemalige Existenz nur durch Brücke nachweisbar, Schutz seit 7. August 1936, erneuert 12. November 1956                                                  |      |
| ?          | Grabmal > Grabhügel | Laußnitz    | Hügelgrab                 | Bronzezeit      | nordwestlich des Orts, Laußnitzer Heide Forstabteilung 163, südöstlich von Flügel G                                 | markanter Einzelhügel, nahe gelegene kleinere Hügel sind eventuell weitere Gräber, Schutz seit 1941, erneuert 15. Februar 1957                                                      |      |
| ?          | Grabmal > Grabhügel | Laußnitz    | Hügelgrab                 | Bronzezeit      | südwestlich des Orts, Laußnitzer Heide Forstabteilung 169, östlich der Kreuzung von Schneise 13 und der Hauptstraße | Einzelhügel, nahe gelegene kleinere Hügel sind eventuell weitere Gräber, Schutz seit 1941, erneuert 15. Februar 1957                                                                |      |
| ?          | Grabmal > Grabhügel | Laußnitz    | Gruppe von 6 Hügelgräbern | Bronzezeit?     | südwestlich des Orts, Laußnitzer Heide Forstabteilung 8, Südhang des Hinteren Buchbergs                             | flach, wenig markant |      |